# أثر جائحة فيروس كورونا على الإعلام الاجتماعي

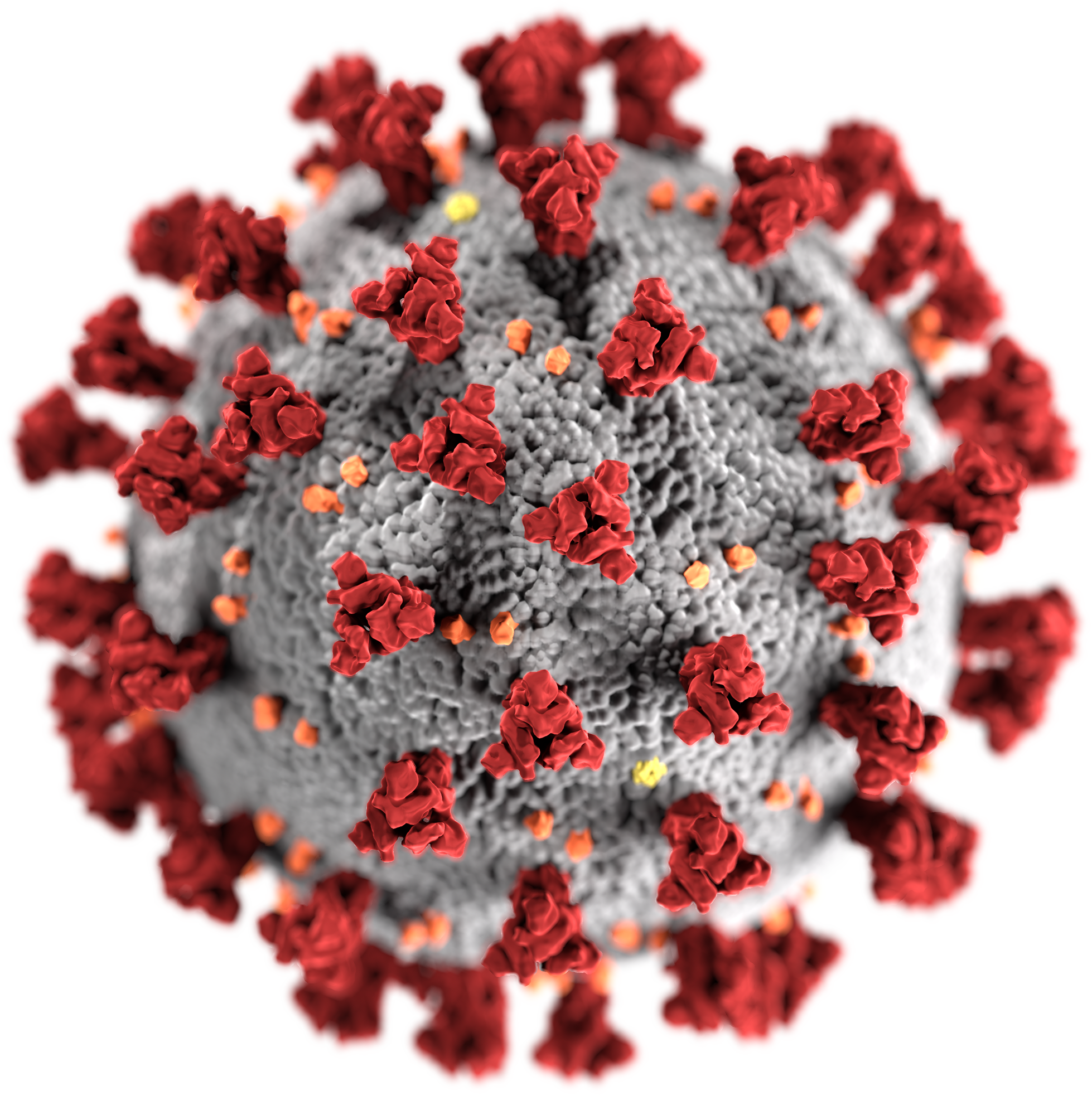

تأثير فايروس كورونا المستجد على منصات التواصل الإجتماعي أصبح لفيروس كورونا المستجد (كوفيد-19) أثر كبير على استخدام وسائل التواصل الإجتماعي من قبل عامة الناس والمشاهير وقادة العالم والمِهنيين. حيث بدأوا باستخدام خدمات الشبكات الإجتماعية لنشر المعلومات والبحث ما يُسعدهم ويُلهيهم عن الوباء باستخدام وسائط الإنترنت الساخرة أو ما يعرف بـالميمات\ الميميز (وهي الفكرة التي تنتقل من شخص لآخر ضمن إطار ثقافي واحد بأشكال عدة).
كما شهدت وسائل التواصل الإجتماعي زيادة كبيرة في الاستخدام خلال الجائحة ويعود السبب الرئيسي إلى إجراءات التباعد الإجتماعي التي فرضتها أغلب الحكومات.
```
بما أن أغلبية الناس أجبروا على البقاء بالمنزل فقد استغلوا ذلك واتجهوا لوسائل التواصل الإجتماعي للحفاظ على علاقاتهم والقضاء على وقت الفراغ.
```

كما أن فرض التباعد الإجتماعي على بعض الأشخاص أدى إلى تغيير نمط حياتهم مما أجهد صحتهم العقلية لذلك العديد من الخدمات الإستشارية بدأت بالظهور على منصة وسائل التواصل الإجتماعي وازدادت شعبيتها، بحيث تربط العاملين بمجال الصحة العقلية مع من يحتاجهم.

## خدمات الرسائل ومكالمات الفيديو
سجلت العديد من مواقع وسائل التواصل الإجتماعي ارتفاعاً ملحوظ في استخدامها بعد تطبيق إجراءات التباعد الإجتماعي، بسبب عدم تمكن الأشخاص من التواصل شخصياً مع الأصدقاء والعائلة مما أدى لاستخدام وسائل التواصل الاجتماعي كرابط تواصل أساسي للحفاظ على علاقاتهم. فعلى سبيل المثال ذكرت إدارة التحليل في شركة فيسبوك ارتفاعاً بنسبة 50% في استخدام الرسائل بحلول نهاية شهر مارس 2020)، كما شهدت شركة الواتس اب ارتفاعاً بنسبة 40% في استخدام التطبيق، بالإضافة إلى ارتفاع ملحوظ في استخدام برنامج زووم مُنذ بداية الأزمة. وارتفعت نسبة تحميل تطبيق التيك توك عالمياً 5% في مارس2020 مقارنةً بشهر فبراير. كما أُنشئ تطبيق جديد سُمي دردشة الحجر الصحي يربط المستخدمين عشوائياً ولاقى انتشار واسع حيث أن عدد المستخدمين خلال شهر من إنشائه 1 مارس 2020 بلغ 15,000 مستخدم. أيضاً زاد اعتماد الشركات (فيسبوك- تويتر- يوتيوب) على بلغات المستخدمين لحظر المحتوى الغير مرغوب به نظراً لعدم قدرة موظفي إدارة المحتوى على العمل.

## الخدمات الإستشارية عبر الإنترنت
إنتشرت هذه الخدمات تحديداً بالبلدان التي بلغ الوباء ذروته فيها. مثل الصين حيث لاقت خدمات الصحة النفسية عبر الإنترنت زيادة في الطلب بسبب فايروس كورونامرض فيروس كورونا 2019 والذي أحدث تغير مفاجأ وقوي على نمط الحياة. في الصين قام فريق الصحة النفسية باستخدام برامج التواصل الاجتماعي مثل وي شات وويبو وتيك توك لنشر برامج تعليمية عن الصحة النفسية. وفي كندا أطلقت حكومة محافظة ألبرت خطة لتحسين الصحة النفسية بقيمة 35 مليون دولار والتي تتضمن سهولة الوصول للدعم الفني والدعم عبر الإنترنت مع وجود الخطوط الساخنة.
بينما في مقاطعة أونتاريو، قدمت الحكومة تمويلًا طارئاً يصل إلى 12 مليون دولار بغرض توسيع دعم خدمات الصحة العقلية.

## تأثير فايروس كورونا المستجد علىالفنون البصرية
العزل العالمي أرغم الفنانين والمتاحف وصالات العرض على البحث عن طُرق للتواصل مع العامة. فنشر متحف غيتي تحدي عبر التواصل الإجتماعي، حيث يجب على المستخدمين إعادة تدوير مواد متوفرة بمنازلهم ونشر الصور عبر التواصل الإجتماعي. كما أن معرض ديفيد زويرنر كان واحدًا من المعارض التي نقلت معروضاتها المقررة إجراؤها إلى معرض إفتراضي. وتم إنشاء معرض يتلزم بالتباعد الإجتماعي للفنان بنجامين كوك، وهو مشروع على منصة الإنستغرام ينشر العروض الصغيرة للطلاب حول العالم الذين أُلغيت عروض تخرجهم.

## تأثير فيروس كورونا المستجد علىالصحة النفسية
المقالة الرئيسية: الصحة النفسية خلال جائحة كورونا
أُجريت العديد من الدراسات النفسية التي تثبت أن التواصل مع الأخرين من شأنه أن يعزز شعور الإنتماء والراحة النفسية والإجتماعية، مما يحسن الصحة النفسية ويقلل من خطر الإصابة بالقلق والاكتئاب. كما أن وفرة المعلومات والاستخدام المستمر لوسائل التواصل الاجتماعي تُساهم بشكل إيجابي في الإصابة الاكتئاب وبالقلق.

## تأثير فيروس كورونا المستجد علىالتجارة الإلكترونية
أدى الانتشار السريع لوباء فايروس كورونا إلى إغلاق العديد من الشركات، حيث أصبح العديد من العاملين إما عاطلين عن العمل أو يعملون من منازلهم، كما أن العائلات إلتزمت بالحجر المنزلي كإجراء فعال للحد من انتشار الفايروس.
ومع أخذ هذه الإجراءات بعين الاعتبار فقد ساهمت في تحسين التجارة الإلكترونية بالرغم من انزعاج العديد من أصحاب التجارة من خسارة المبيعات بسبب انخفاض العملاء في أماكن بيع السلع، بينما ارتفعت مبيعات الشركات التي لديها موقع ألكتروني ارتفاع مبهر.

## استغلال الوضع كترفيه
أُنشئت العديد من وسائط الأنترنت الساخرة (الميمات) حول الجائحة، حتى أنه تم إنشاء مجموعة على الفيسبوك كمتنفس لليافعين لمشاركة هذه الوسائط والأطلاع على أخر أخبار الجائحة.
ويطلق على المجموعة “اجتماعات زووم لمحجوري المنزل" |أنشأها المراهقين تهكماً على التزايد المفاجئ في استخدام برنامج زووم، وقد تعدى عدد الأعضاء بالمجموعة 500000 عضو في أبريل 2020. كما تُقدم هذه المجموعة الترفيه لمئات الآلاف من اليافعين الذين اضطروا إلى اكمال دراستهم عن بعد حيث تساعدهم على تمضية الوقت والأعتياد أكثر على الوضع.
ومثال آخر لمثل هذه التحديات هو أغنية البوب الفيتنامي الرائجة «غين» للفنانين إيريك ومين التي تمت إعادة دمجها (ريمكس)لتظهر أغنية جديدة (غين – كو. في) من قبل كاتب الأغاني خاك هونغ لدعم المعهد الوطني الفيتنامي للسلامة والصحة المهنية. حيث تشجع الأغنية مستمعيها على غسل أياديهم، ولاقت الأغنية رواجاً عندما قام الراقص الفيتنامي غوانغ دانغ بعرض رقصته على برنامج التيك توك وقام برفع وسم تحت مسمى #تحدي_غين_كوفيد.
كما عمل خبراء التجميل باليوتيوب على تغير فديوهاتهم والعمل على وضع مكياج يتناسب مع إرتداء الأقنعة لمنع أنتشار الفايروس.
وقامت جمعية صندوق الممثلين الخيرية بعرض مسرحية شبح الأوبرا من قاعة ألبرت الملكية في لندن وذلك لجمع التبرعات خلال ثمان وأربعون ساعة في شهر أبريل، بالإضافة إلى مساهمة مسرحية الكاتبة فيبي والير-بريدجز (فليباغ) في جمع التبرعات والترفيه.
وقام المؤلفين والموسيقيين والممثلين والممثلات والراقصين بإعادة إحياء العديد من الحفلات والعروض السابقة ونادي القُراء التي تم بثها مباشرة إما مجاني أو مقابل رسوم دخول أو تبرع خيري.

## نشر المعلومات
استغلت وكالات الأنباء والمنظمات وعامة الناس منصات وسائل التواصل الإجتماعي لنشر المعلومات الصحيحة والمعلومات الخاطئة حول الوباء. كما ساهم مركز مكافحة الأمراض ومنظمة الصحة العالمية والمجلات الطبية ومنظمات الرعاية الصحية بتحديث ونشر المعلومات عبر العديد من المنصات بالتعاون مع شركات التواصل الإجتماعي فيسبوك وتويتروتيك-توك بالإضافة لمحرك البحث العلمي الخاص بقوقل.
في المقابل استخدم طبيب الطوارئ في مستشفى نيويورك حسابته الشخصية على وسائل التواصل الإجتماعي لنشر المستجدات حول مواجهة وباء كوفيد-19.
كما صُرح في الثامن من شهر أبريل (بالعربي) أن الحالات المصابة بالفايروس ازدادت بنسبة 1000% بين المتخصصين في الرعاية الصحية وبنسبة 2.500% بين المستهلكين بناءً على دراسة أُجريت على المجتمع من تاريخ 1يانير إلى 19 مارس. وقد تغيرت ثقة الولايات المتحدة بالدراسات التي أجرتها في العلوم بين فترة 2019 ديسمبر ومارس 2020، بعد إفتراض إن إجراء عدة مناقشات عامة ودراسات قد يحسن من هذه العلوم ولكن لم يكن هناك نتيجة واضحة.
كما انضم الأطباء إلى مجموعات على وسائل التواصل الإجتماعي لنشر معلومات حول علاج الفايروس مع مجموعة واحدة على الفيسبوك، تُسمى كوفيد19- بي ام جي الفرعية وبنهاية شهر مارس بلغ عدد أعضاءها 30.000 عضو من جميع أنحاء العالم. مجموعة أخرى وهي مجموعة الأمهات الأطباء التي أُنشئت قبل خمس سنوات من ظهور فايروس كورونا، بالإضافة إلى رغبة الكثير من الناس بالإنضمام لهذه المجموعة والتي لديها 70.000 مشترك، ولكثرة النقر على زر الإنضمام للمجموعة تعطل مما جعل 10.000 طبيب ينتظر لحين إصلاحه. كما سمحت المجموعات للأطباء بالتعاون مع بعضهم البعض وجمع المعلومات والمساعدة بتوفير الدعم للمستشفيات عند الحاجة.
كما استخدم الأطباء وسائل التواصل الإجتماعي في توعية الناس من الأثار المترتبة على العمل في قسم معدات الوقاية الشخصية لمدة تزيد عن اثنتي عشرة ساعة من المناوبات، وذلك باستغلال ظهورهم على الهاشتاق «ترند» وعرضهم الأثار على وجوههم بعد مناوبتهم وإزالة الأقنعة. وبسبب ربط القناع بشدة على الوجه لمدة طويلة فقد عان كثير من الأطباء كدمات وبثور واحمرار وجروح.

## مفاهيم مغلوطة عن فايروس كورونا المستجد
المقالة الرئيسية: المفاهيم المغلوطة المرتبطة بفايروس كورونا المستجد
مجلة إم آي تي تكنولوجي ريفيو أطلقت على فيروس كورونا «الأول في انتشار المفاهيم المغلوطة عبر مواقع التواصل الإجتماعي». أيضًا وقد أعلنت ناشونال جيوغرافيك ارتفاع مستوى مشاهدت «اخبار الحيوانات المزيفة» في مواقع التواصل الإجتماعي خلال جائحة كورونا. كما أظهرت دراسات سابقة كيف أن الناس يفضلون الإعتماد على وسائل التواصل الإجتماعي للحصول على المعلومات بدلاً عن استخدام متصفحات البحث وطرق البحث الأخرى. في حين أن القطاع السياسي يشتهر بنشره للمعلومات المغلوطة والإشاعات وتلاعبه بآراء الناس فإن وضع الإشاعات والأكاذيب يختلف بحسب الدولة، فمن الممكن للمعلومات المغلوطة أن تنتشر بخطة مسبقة أو في بعض الحالات من غير قصد. فالمعلومات المغلوطة قد تجعل الوباء خطيراً أكثر مما هو عليه الآن.
تبعاً لتقرير بي بي سي الإخبارية على الفيسبوك، أن الجماعات المعارضة للقاح وتلك الحملات المعارضة لشبكة الإنترنت فايف جي خلقت إشاعات غير مرغوب فيها، نُشر مقال على الفيسبوك من جماعة إيقاف الفايف جي في المملكة المتحدة وجماعات أخرى لأخبار الفنيين تدعي:«أنه من الواضح جداً بأن فيروس كورونا ما هو إلا سلاح بيولوجي هندسي نُشر إما لغرض أو عن غير قصد». أدت الشائعات على الإنترنت إلى هجمات الغوغاء في الهند وحالات تسمم جماعي في إيران، حيث هُدد مهندسو الاتصالات السلكية واللاسلكية وهُجم عليهم وأحُرق عمود الكهرباء للهاتف في المملكة المتحدة.
كما ساهمت وسائل التواصل الإجتماعي أيضًا في انتشار المعلومات المغلوطة. ففي ووهان، أدى ذعر الصين إلى انتشار معلومات خاطئة مع انتشار المرض. وانتشرت المعلومات الخاطئة على شكل تقارير حيث أفادت بأن الألعاب النارية ستقتل الفيروس في الهواء، وأن الخل وجذر عشبة انديقواد يعالجون العدوى. تم نشر هذه المعلومات الخاطئة عبر تطبيق المراسلة وي شات كما اشترى المواطنون فائضاً من المواد واللوازم، مما استنفد عدد اللوازم المتاحة للمهنيين. كما تم نشر معلومات قديمة لا أساس لها من الصحة، التي ظهرت مع تقارير فوائد عقار هيدروكسي كلوروكين، على الرغم من أن منظمة الصحة العالمية أنهت التجارب على المنتج بسبب خطر زيادة وفاة المرضى من كوفيد-19.

## استغلال المشاهير للوضع خلال أزمة فايروس كورونا المستجد
حاول العديد من المشاهير تلطيف الأوضاع خلال فترة الوباء بالتفاعل مع معجبيهم على صفحات التواصل الإجتماعي وذلك بنشر المنشورات واللحظات اللطيفة، وبعضهم أدينت منشوراتهم بسرعة فائقة من قبل عامة الشعب مثل غوينيث بالترو التي قامت بحذف منشور عن مصمم الأزياء الخاص بها. وجارد ليتو أيضاً كان قد سبب غضباً عارماً على تغريدة له على تويتر عن خروجه من عزلة تأملية صامتة لمدة 12 يوماً في الصحراء.
وبعض المشاهير الآخرين مثل إيلين ديجينيرس وجال جادوت حصلوا على تعليقات ساخرة لمنشوراتهم على مواقع التواصل الإجتماعي وذلك بسبب تذمرها من بقائها عالقة بقصرها في كالفورنيا واجتماعها مع اصدقائها من المشاهير لغناء أغنية جون لينن «تخيل». في حين استخدم مشاهير آخرون أو أفراد عائلاتهم وسائل التواصل الإجتماعي
للإعلان عن تشخيصهم بفيروس كورونا مثل توم هانكس وريتا ويلسون وإدريس إلبا ودانيال داي كيم. قام الممثل دانيل دي كيم بعد التعافي من فايروس كورونا باستخدام حساباته على وسائل التواصل الإجتماعي وذلك لتسليط الضوء على تبرعه بالبلازما إلى مركز التبرع بالدم الحيوي آملاً على أن تحتوي البلازما التي تبرع بها على أجسام مضادة نشطة يمكنها مساعدة الآخرين. . كما قام نجم الكي بوب كيم جيجونق بوضع منشور على برنامج الإنستغرام يدعي إصابته بالفيروس وتلقيه العلاج بالمستشفى، لكنه حذف المنشور لاحقاً وأدعى بأنها كذبة أبريل وذلك لزيادة الوعي بالوباء. كما تم استخدام وسائل التواصل الاجتماعي من قبل المشاهير لرفع مستوى الوعي لعمل الخيري خلال الوباء. حيث نشر انسيلإلقورت صورة شبه عارية له على صفحته على الإنستغرام ام وكتب تعليق «المعجبين فقط، الرابط في تعريف الملف الشخصي» حيث أعاد توجيه المعجبين إلى موقع (اذهب وموّل لي) الذي أُنشئ من قبل جيفري رايت لدعم عاملين الصف الأمامي.

## استغلال قادة العالم للوضع خلال أزمة فايروس كورونا المستجد
في السابع من أبريل 2020، قام الرئيس الأمريكي دونالد ترامب بتغريد وسم #أمريكا تعمل يدًا بيد لدعم الشركات التي توظف عاملين خلال الأزمة الاقتصادية الناجمة عن فايروس كورونا، وأولئك الذين يتبرعون بالأغذية والإمدادات الأخرى لأخصائي الرعاية الصحية. كما تحدث مسؤول في البيت الأبيض لم يُكشف عن هويته بأن ترامب
سيشجع الأشخاص أيضًا على استخدام الوسم لنشر أمثلة للأمريكيين خلال مساعدتهم للأخرين أثناء الأزمة.
استخدمت الملكة إليزابيث الثانية وبعض من أعضاء العائلة المالكة الإنجليزية وسائل التواصل الإجتماعي لنشر التعليقات للعامة، هذا بالإضافة إلى مشاركة العديد من أفراد العائلة في مكالمات على تطبيق زووم مع الممرضة للإحتفال باليوم العالمي للممرضات، والذي تم نشره لاحقًا على صفحتهم في يوتيوب. كما سمح الأمير ويليام والدوقة كاثرين ميدلتون لـ «شاوت85258» بإستلام حسابهما الخاص على الإنستغرام على مدار 24 ساعة، حيث يعد أول خط لرسائل الازمات يعمل على مدار 24/7 في المملكة المتحدة والذي أطلقوه مع الأمير هاري وميغان ماركل في مايو 2019. واستخدمت العائلة الملكية الهولندية حسابها على الإنستغرام لمشاركة مقطع فيديو للملك فيليم ألكساندر والملكة ماكسيما وبناتهم المراهقات يصفقون لأول مستجيبين إلى جانب خطاب قصير للملك.

## الرقابة
في تركيا، تم اعتقال أكثر من 400 شخص لنشرهم رسائل «استفزازية» حول الوباء على وسائل التواصل الإجتماعي. حيث أفادت تقارير أن شبكات التواصل الإجتماعي الصينية، مثل وي شات فرضت رقابة على أي مصطلح مرتبط بالوباء منذ 31 ديسمبر 2019، لا سيما مع توجيه اللوم إلى الدكتور لي وينليانج من قبل شرطة ووهان لنشره عن الوباء في دردشة جماعية خاصة. وقد أبلغت السلطات المحلية الأطباء في الصين بحذف المنشورات على وسائل التواصل الإجتماعي التي ناشدوا فيها لتبرع بالإمدادات الطبية.
كما أفادت مجموعة نت بلوكس، وهي مجموعة تابعة للمجتمع المدني معنية بالحقوق الرقمية والأمن السيبراني وإدارة الإنترنت، بإنقطاع غريب للإنترنت في ووهان خلال الوباء، وتم حظر إصدار اللغة الفارسية من ويكيبيديا لمدة 24 ساعة في إيران. في حين أبلغت شركة سرف شارك للشبكات الإفتراضية الخاصة عن انخفاض بنسبة 50 ٪ في شبكتها في إيران بعد أن أعلنت منظمة الصحة العالمية الوباء في 13 مارس.